# Stati principeschi dell'Indonesia

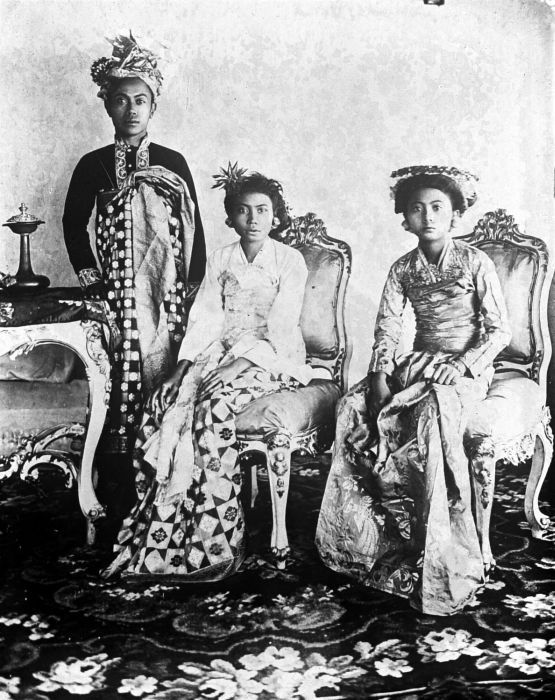
Il sultano Anak Agung Agung Anglurah Ketut di Karangasem con le sue mogli. I mobili del palazzo reale di Karangasem mostrati nella foto erano un regalo della regina Guglielmina dei Paesi Bassi.

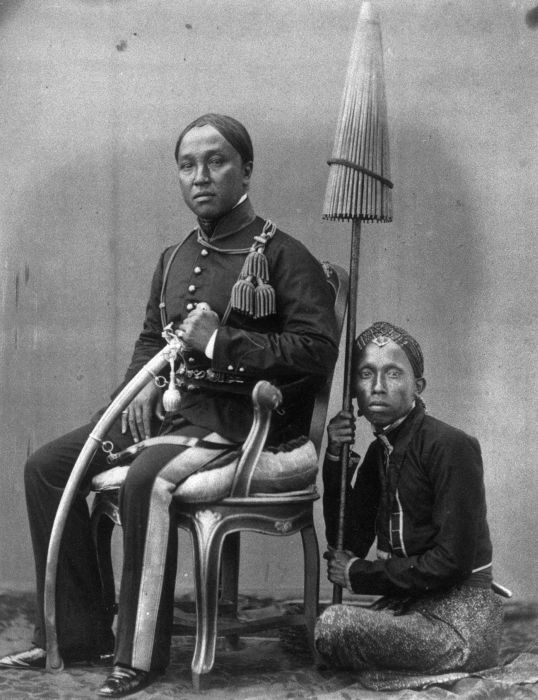
Il principe Paku Alam IV di Pakualaman con un'uniforme all'occidentale

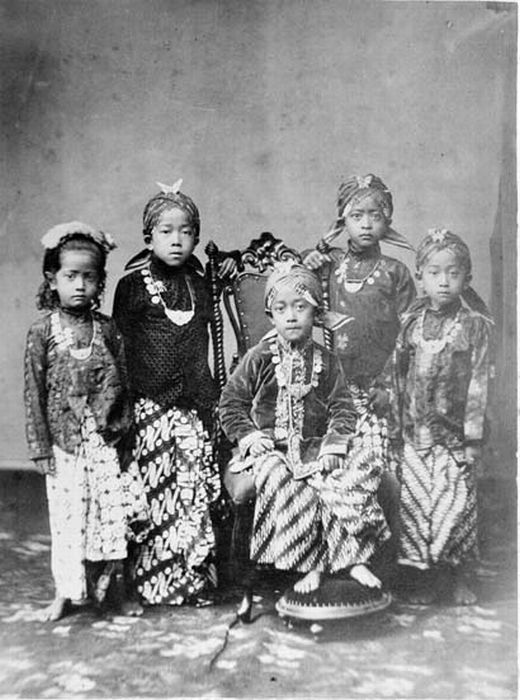
Principi e principesse del sultanato di Yogyakarta (1870)

Col termine di Stato principesco dell'Indonesia (detto anche Stato nativo o Stato precoloniale indonesiano) si intende un antico stato sovrano dell'Indonesia, dapprima indipendente e poi nominalmente facente parte delle Indie orientali olandesi. Gli stati presenti in Indonesia che godevano di questa amministrazione erano 282 (al 1942), alcuni dei quali erano solo sovranità cittadine.

## Storia

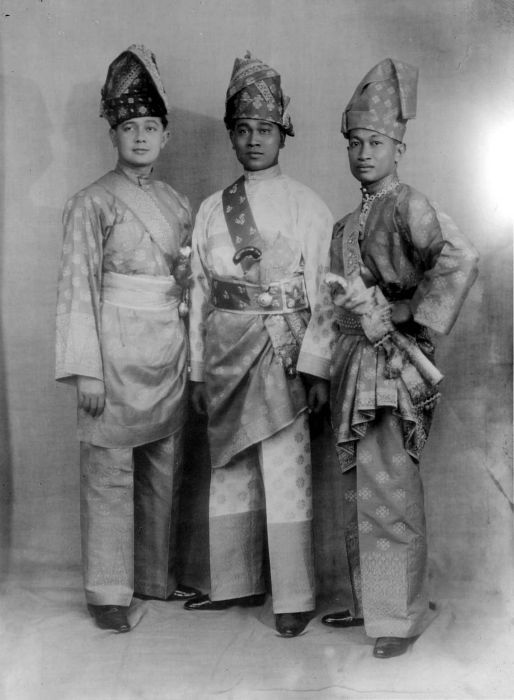
I sultani di Deli, Langkat e Serdang

La presenza di regni nativi sulle isole dell'Indonesia, risale al III secolo a.C. quando le prime testimonianze di eruditi indiani scrissero la presenza di Dvipantara o regno di Jawa Dwipa Hindu nelle isole di Giava e Sumatra. Il regno di Tamura si stabilì nella Giava occidentale nel V secolo d.C. Nel 425, il buddhismo si insediò nella zona, mentre induismo e islam giunsero rispettivamente nel XII e nel XVII secolo.
Con la fondazione del regno di Srivijaya nel VII, iniziò la formazione progressiva di una serie di stati vassalli, alcuni dei quali con la decadenza del regno nel XIV secolo acquisirono una progressiva indipendenza.
L'Ottocento fu il secolo che vide gli stati principeschi indonesiani maggiormente in crisi per l'avvento del colonialismo operato dalla Compagnia olandese delle Indie orientali che tentò dapprima di stringere rapporti commerciali con i regni nativi, poi di estendere il proprio controllo dell'area tramite protettorati ed infine promosse l'annessione di questi medesimi stati nelle Indie orientali olandesi. Pur sotto la dominazione olandese, molti di questi antichi stati continuarono ad essere riconosciuti, ma solo formalmente, venendo quindi sottoposti all'effettivo governatorato centrale degli olandesi. La medesima situazione venne mantenuta a tutti gli effetti anche con la proclamazione della repubblica indonesiana nel 1950 quando, dopo la fine del periodo coloniale, i reggenti delle case reali locali sottoscrissero atto di fedeltà al nuovo stato e conservarono la reggenza dei loro stati, che però divennero delle reggenze (kabupaten), paragonabili a delle province, perdendo quindi de facto la propria autonomia come stato sovrano. I reggenti mantennero a livello locale alcune prerogative cerimoniali.

## Stati principeschi dell'Indonesia

### Provincia di Sumatra
| Stato principesco          | Oggi parte di                     | Popolazione (anno) | Capitale              | Titolo, etnia e religione del sovrano                        | Periodo di esistenza   |
| -------------------------- | --------------------------------- | ------------------ | --------------------- | ------------------------------------------------------------ | ---------------------- |
| Aceh (Atjeh o Achin)       | Aceh, Indonesia                   | 445.000 (1891)     | Kutaraja (Banda Aceh) | Sultano, balinese, musulmana                                 | XV secolo - 1903       |
| Kluet                      | Aceh, Indonesia                   | 20.000 (1930)      | Suas Bakung           | Kejuruan, balinese, musulmana                                | 1828 - ?               |
| Tarumon (Trumon)           | Aceh, Indonesia                   | 5000 (1930)        | Tarumon               | Raja, balinese, induista                                     | XVIII secolo - 1950    |
| Bubasan (Bobasan Ketol)    | Aceh, Indonesia                   | 11.000 (1930)      | Bubasan               | Kejuruan, balinese, mussulmana                               | XIX secolo - XX secolo |
| Buket                      | Aceh, Indonesia                   | 14.000 (1930)      | Takingeun             | Kejuruan, balinese, mussulmana                               | XIX secolo - XX secolo |
| Linggu                     | Aceh, Indonesia                   | 2000 (1930)        | Linggu                | Kejuruan, balinese, mussulmana                               | XIX secolo - XX secolo |
| Siah Utama                 | Aceh, Indonesia                   | 1000 (1930)        | Nosar                 | Kejuruan, balinese, mussulmana                               | XIX secolo - 1934      |
| Minangkabau                | Aceh, Indonesia                   | 1000 (1930)        | Nosar                 | Raja, balinese, mussulmana dal XVI secolo                    | XV secolo - 1849       |
| Suroasso                   | Aceh, Indonesia                   | n/d                | Suroasso              | Daulat, balinese, mussulmana dal XVI secolo                  | ? - 1821               |
| Pagaruyung (o Pagar Ujong) | Aceh, Indonesia                   | n/d                | Pagaruyung            | Raja Alam, balinese, mussulmana dal XVI secolo               | ? - 1834               |
| Awak Sungai                | Aceh, Indonesia                   | n/d                | ^                     | Sultano, balinese, mussulmana dal XVI secolo                 | ? - 1816               |
| Awak Sungai                | Maluku, Indonesia                 | 56.000 (1930)      | Negeri Lama           | Sultano, balinese, mussulmana                                | 1785 - 1950            |
| Panei (Panai)              | Maluku, Indonesia                 | 17.000 (1930)      | Labuhan Bilik         | Raja poi Sultano, balinese, induista poi mussulmana dal 1813 | 1775 - 1950            |
| Sungai Taras (Panai)       | Maluku, Indonesia                 | n/d                | Sungai Taras          | Sultano, balinese, mussulmana                                | 1775 - 1916            |
| Tasik (Kota Pinang)        | Maluku, Indonesia                 | 26.000 (1930)      | Kota Bahran           | Sultano poi Yang, balinese, mussulmana                       | 1795 - 1950            |
| Asahan                     | Sumatra Settentrionale, Indonesia | 136.000 (1930)     | Tanjung Balai         | Raja poi Sultano, balinese, induista poi mussulmana dal 1813 | 1630 - 1950            |
| Deli                       | Sumatra Settentrionale, Indonesia | 321.000 (1930)     | Medan                 | Raja poi Sultano, balinese, induista poi mussulmana dal 1814 | 1512 - 1945            |
| Indragiri                  | Riau, Indonesia                   | 94.000 (1930)      | Rengat                | Sultano, balinese, mussulmana                                | 1508 - 1945            |
| Jambi                      | Jambi, Indonesia                  | 176.000 (1895)     | Jambi                 | Sultano, balinese, mussulmana                                | 1460 - 1899            |
| Kualu (Kualuh)             | Jambi, Indonesia                  | 36.000 (1930)      | Tanjung Pasir         | Sultano, balinese, mussulmana                                | 1868 - 1950            |
| Langkat                    | Sumatra Settentrionale, Indonesia | 246.000 (1930)     | Tanjung Pura          | Raja poi Sultano, balinese, induista poi mussulmana dal 1887 | 1612 - 1945            |
| Moko-Moko (Mukomuko)       | Bengkulu, Indonesia               | n/d                | Moko-Moko             | Sultano, balinese, mussulmana                                | 1681 - 1859            |
| Pelalawan                  | Riau, Indonesia                   | 15.000 (1930)      | Pelalawan             | Sultano, balinese, mussulmana                                | 1811 - 1945            |
| Palembang                  | Sumatra Meridionale, Indonesia    | n/d                | Palembang             | Susuhunan o Sultano, balinese, mussulmana                    | 1454 - 1825            |
| Serdang                    | Sumatra Meridionale, Indonesia    | 150.000 (1930)     | Perbaungan            | Raja poi Sultano, balinese, induista poi mussulmana dal 1822 | 1728 - 1945            |
| Siak Sri Indrapura         | Sumatra Meridionale, Indonesia    | 117.000 (1930)     | Siak Sri Indrapura    | Sultano, balinese, mussulmana                                | 1723 - 1950            |
| Siantar                    | Sumatra Settentrionale, Indonesia | 90.000 (1930)      | Pematang Siantar      | Raja, balinese, induista                                     | 1888 - 1950            |
| Tanah Jawa                 | Sumatra Settentrionale, Indonesia | 85.000 (1930)      | Pematang Tanah Jawa   | Raja, balinese, induista                                     | 1890 - 1950            |
| Pasai                      | Sumatra Settentrionale, Indonesia | n/d                | Pasai                 | Sultano, malese, mussulmana                                  | 1267 - 1521            |

### Provincia dell'arcipelago di Riau
| Stato principesco           | Oggi parte di   | Popolazione (anno)   | Capitale | Titolo, etnia e religione del sovrano | Periodo di esistenza |
| --------------------------- | --------------- | -------------------- | -------- | ------------------------------------- | -------------------- |
| Lingga-Riau (o Riau-Lingga) | Riau, Indonesia | 107.000 (1895)       | Lingga   | Sultano, malese, mussulmana           | 1819 - 1913          |
| Johor                       | Riau, Indonesia | 400.000 (XIX secolo) | Johor    | Sultano, malese, mussulmana           | 1528 - 1855          |
| Malacca                     | Riau, Indonesia | 100.000 (XVI secolo) | Malacca  | Sultano, malese, mussulmana           | 1402 - 1511          |

### Provincia di Giava
| Stato principesco          | Oggi parte di                | Popolazione (anno) | Capitale      | Titolo, etnia e religione del sovrano | Periodo di esistenza |
| -------------------------- | ---------------------------- | ------------------ | ------------- | ------------------------------------- | -------------------- |
| Banten                     | Banten, Indonesia            | n/d                | Lingga        | Sultano, giavanese, mussulmana        | 1333 - 1813          |
| Cirebon                    | Giava Occidentale, Indonesia | n/d                | Cirebon       | Sultano, giavanese, mussulmana        | 1478 - 1819          |
| Kalinyamat                 | Giava Occidentale, Indonesia | n/d                | Kalinyamat    | Sultano, giavanese, mussulmana        | 1527 - 1599          |
| Kraton Kasepuhan           | Giava Occidentale, Indonesia | n/d                | Kasepuhan     | Sultano, giavanese, mussulmana        | 1662 - 1945          |
| Kraton Kanoman             | Giava Occidentale, Indonesia | n/d                | Kanoman       | Sultano, giavanese, mussulmana        | 1662 - 1945          |
| Kraton Kaprabonan          | Giava Occidentale, Indonesia | n/d                | Kaprabonan    | Panembahan, giavanese, mussulmana     | 1694 - 1773          |
| Sunda                      | Giava Occidentale, Indonesia | n/d                | Kawali        | Re, giavanese, induista               | 669 - 1579           |
| Galuh                      | Giava Occidentale, Indonesia | n/d                | Kawali        | Re, giavanese, induista               | 669 - 1482           |
| Mataram                    | Giava Centrale, Indonesia    | 1.704.000 (1930)   | Surakarta     | Susuhanan, giavanese, mussulmana      | 1677 - 1950          |
| Yogyakarta                 | Yogyakarta, Indonesia        | 1.399.000 (1930)   | Yogyakarta    | Sultano, giavanese, mussulmana        | 1755 - 1950          |
| Kaliwabang                 | Yogyakarta, Indonesia        | n/d                | Kaliwabang    | Pangeran, giavanese, mussulmana       | 1831 - 1853          |
| Nangulan                   | Yogyakarta, Indonesia        | n/d                | Nangulan      | Pangeran, giavanese, mussulmana       | 1831 - 1853          |
| Mangkunegaran              | Yogyakarta, Indonesia        | 908.000 (1930)     | Mangkunegaran | Principe, giavanese, mussulmana       | 1757 - 1950          |
| Paku Alaman (o Pakualaman) | Yogyakarta, Indonesia        | 112.000 (1930)     | Paku Alaman   | Principe, giavanese, induista         | 1812 - 1950          |
| Pajang                     | Giava Occidentale, Indonesia | n/d                | Pajang        | Principe, giavanese, mussulmana       | 1568 - 1586          |
| Bandung                    | Giava Occidentale, Indonesia | n/d                | Bandung       | Pangeran, giavanese, induista         | 1678 - 1950          |
| Cianjur                    | Giava Occidentale, Indonesia | n/d                | Cianjur       | Pangeran, giavanese, induista         | 1640 - 1945          |
| Demak                      | Giava Occidentale, Indonesia | n/d                | Cianjur       | Raden, giavanese, induista            | 1478 - 1945          |
| Limbangan                  | Giava Centrale, Indonesia    | n/d                | Limbangan     | Pangeran, giavanese, induista         | 1660 - 1925          |
| Semarang                   | Giava Centrale, Indonesia    | n/d                | Semarang      | Pangeran, giavanese, induista         | 1682 - 1809          |
| Sukapura                   | Giava Centrale, Indonesia    | n/d                | Sukapura      | Pangeran, giavanese, induista         | 1641 - 1925          |
| Sumedang                   | Giava Centrale, Indonesia    | n/d                | Sumedang      | Pangeran, giavanese, induista         | 900 - 1950           |

### Provincia di Madura
| Stato principesco | Oggi parte di              | Popolazione (anno)   | Capitale   | Titolo, etnia e religione del sovrano                                                                                                  | Periodo di esistenza |
| ----------------- | -------------------------- | -------------------- | ---------- | --- | -------------------- |
| Bangkalan         | Giava Orientale, Indonesia | n/d                  | Bangkalan  | Panembahan sino al 1808, poi Sultano sino al 1847, poi Panembahan sino al 1882, giavanese, induista o mussulmana a seconda dei sovrani | 1531 - 1882          |
| Sumenep           | Giava Orientale, Indonesia | n/d                  | Sumenep    | Panembahan sino al 1808, poi Sultano sino al 1847, poi Panembahan sino al 1882, giavanese, induista o mussulmana a seconda dei sovrani | 1400 - 1879          |
| Pamekasan         | Giava Orientale, Indonesia | n/d                  | Pamekasan  | Sultano, giavanese, mussulmana | 1804 - 1853          |
| Majapahit         | Giava Orientale, Indonesia | 600.000 (XVI secolo) | Trowulan   | Sultano, giavanese, mussulmana | 1293 - 1527          |
| Singhasari        | Giava Orientale, Indonesia | n/d                  | Singhasari | Sultano, giavanese, mussulmana | 1222 - 1292          |
| Regno Kediri      | Giava Orientale, Indonesia | n/d                  | Kediri     | Sultano, giavanese, mussulmana | 1045 - 1221          |

### Provincia di Bali
| Stato principesco | Oggi parte di   | Popolazione (anno) | Capitale   | Titolo, etnia e religione del sovrano                         | Periodo di esistenza |
| ----------------- | --------------- | ------------------ | ---------- | ------------------------------------------------------------- | -------------------- |
| Klungkung         | Bali, Indonesia | 86.000 (1930)      | Klungkung  | Dewa Agung, balinese, induista                                | 1686 - 1908          |
| Badung            | Bali, Indonesia | 193.000 (1930)     | Denpasar   | Dewa Agung, balinese, induista                                | 1600 - 1906          |
| Pamecutan         | Bali, Indonesia | n/d                | Pamecutan  | Cokorda, balinese, induista                                   | XIX secolo - 1906    |
| Kesiman           | Bali, Indonesia | n/d                | Kesiman    | Cokorda, balinese, induista                                   | 1813 - 1950          |
| Bangli            | Bali, Indonesia | 72.000 (1930)      | Bangli     | Anak Agung, balinese, induista                                | 1805 - 1950          |
| Buleleng          | Bali, Indonesia | 171.000 (1930)     | Singaraja  | Anak Agung, balinese, induista                                | 1660 - 1950          |
| Gianyar           | Bali, Indonesia | 164.000 (1930)     | Gianyar    | Dewa Manggis sino al 1912, poi Anak Agung, balinese, induista | 1710 - 1950          |
| Jembrana          | Bali, Indonesia | 47.000 (1930)      | Negara     | Anak Agung, balinese, induista                                | 1849 - 1950          |
| Karangasem        | Bali, Indonesia | 191.000 (1930)     | Karangasem | Anak Agung, balinese, induista                                | 1615 - 1950          |
| Mengwi            | Bali, Indonesia | n/d                | Mengwi     | Raja, balinese, induista                                      | 1700 - 1891          |
| Tabanan           | Bali, Indonesia | 177.000 (1930)     | Tabanan    | Cokorda sino al 1906 poi Anak Agung, balinese, induista       | 1700 - 1891          |
| Ubud              | Bali, Indonesia | n/d                | Ubud       | Dewa Agung sino al 1800 poi Cokorda, balinese, induista       | 1712 - 1950          |

### Provincia di Nusa Tenggara
| Stato principesco      | Oggi parte di                        | Popolazione (anno) | Capitale   | Titolo, etnia e religione del sovrano   | Periodo di esistenza |
| ---------------------- | ------------------------------------ | ------------------ | ---------- | --------------------------------------- | -------------------- |
| Karang Asem Singhasari | Nusa Tenggara Occidentale, Indonesia | n/d                | ?          | Raja, balinese, induista                | XVIII secolo - 1839  |
| Kadiri                 | Nusa Tenggara Occidentale, Indonesia | n/d                | Kadiri     | Raja, balinese, induista                | ? - 1805             |
| Pagasangan             | Nusa Tenggara Occidentale, Indonesia | n/d                | Pagasangan | Raja (o Anak Agung), balinese, induista | ? - 1836             |
| Pangutan               | Nusa Tenggara Occidentale, Indonesia | n/d                | Pangutan   | Raja, balinese, induista                | ? - 1840             |
| Sengkongo              | Nusa Tenggara Occidentale, Indonesia | n/d                | Sengkongo  | Raja, balinese, induista                | ? - 1803             |
| Lombok                 | Nusa Tenggara Occidentale, Indonesia | 530.000 (1893)     | Mataram    | Raja (o Anak Agung), balinese, induista | 1839 - 1950          |

### Provincia di Sumbawa
| Stato principesco | Oggi parte di                        | Popolazione (anno) | Capitale      | Titolo, etnia e religione del sovrano | Periodo di esistenza |
| ----------------- | ------------------------------------ | ------------------ | ------------- | ------------------------------------- | -------------------- |
| Sumbawa           | Nusa Tenggara Occidentale, Indonesia | 114.000 (1930)     | Sumbawa Besar | Sultano, balinese, mussulmana         | 1650 - 1950          |
| Bima              | Nusa Tenggara Occidentale, Indonesia | 177.000 (1930)     | Raba          | Sultano, balinese, mussulmana         | 1620 - 1950          |
| Dompu             | Nusa Tenggara Occidentale, Indonesia | 22.000 (1930)      | Dompu         | Sultano, balinese, mussulmana         | 1545 - 1945          |
| Sanggar           | Nusa Tenggara Occidentale, Indonesia | n/d                | Sanggar       | Raja, balinese, induista              | 1700 - 1926          |
| Papekat           | Nusa Tenggara Occidentale, Indonesia | n/d                | Papekat       | Sultano, balinese, mussulmana         | 1660 - 1815          |
| Tambora           | Nusa Tenggara Occidentale, Indonesia | n/d                | Tambora       | Sultano, balinese, mussulmana         | 1675 - 1815          |

### Provincia di Sumba
| Stato principesco                      | Oggi parte di                      | Popolazione (anno) | Capitale      | Titolo, etnia e religione del sovrano | Periodo di esistenza  |
| -------------------------------------- | ---------------------------------- | ------------------ | ------------- | ------------------------------------- | --------------------- |
| Anakalang                              | Nusa Tenggara Orientale, Indonesia | 6000 (1930)        | Makatakeri    | Raja, balinese, induista              | ? - 1950              |
| Kanatang                               | Nusa Tenggara Orientale, Indonesia | 7000 (1930)        | Hamba Praing  | Raja, balinese, induista              | 1848 - 1950           |
| Kapunduk                               | Nusa Tenggara Orientale, Indonesia | n/d                | Kapunduk      | Raja, balinese, induista              | 1869 - 1926           |
| Kodi                                   | Nusa Tenggara Orientale, Indonesia | 21.000 (1930)      | Tossi         | Rato, balinese, induista              | 1902 -1905 /1931-1950 |
| Kodi-Bengedo                           | Nusa Tenggara Orientale, Indonesia | n/d                | Bengedo       | Rato, balinese, induista              | 1902 - 1931           |
| Kodi-Bokol                             | Nusa Tenggara Orientale, Indonesia | n/d                | Bokol         | Rato, balinese, induista              | 1905 - 1931           |
| Lamboja                                | Nusa Tenggara Orientale, Indonesia | 9000 (1930)        | Watukarere    | Raja, balinese, induista              | 1892 - 1950           |
| Larende (o Rende sino al 1912)         | Nusa Tenggara Orientale, Indonesia | 7000 (1930)        | Praing Yawang | Raja, balinese, induista              | 1893 - 1950           |
| Lauli                                  | Nusa Tenggara Orientale, Indonesia | 12.000 (1930)      | Tarung        | Raja, balinese, induista              | XIX secolo - 1950     |
| Lewa                                   | Nusa Tenggara Orientale, Indonesia | 23.000 (1930)      | Praing Liu    | Raja, balinese, induista              | 1750 - 1950           |
| Loura (Laora, Laura o Lauera)          | Nusa Tenggara Orientale, Indonesia | 6000 (1930)        | Lekot         | Rato, balinese, induista              | 1862 - 1950           |
| Massu-Karera                           | Nusa Tenggara Orientale, Indonesia | 20.000 (1930)      | Kananggar     | Raja, balinese, induista              | 1912 - 1950           |
| Karera                                 | Nusa Tenggara Orientale, Indonesia | n/d                | Karera        | Raja, balinese, induista              | 1892 - 1912           |
| Massu                                  | Nusa Tenggara Orientale, Indonesia | n/d                | Massu         | Raja, balinese, induista              | 1909 - 1912           |
| Melolo                                 | Nusa Tenggara Orientale, Indonesia | 6000 (1930)        | Pau           | Raja, balinese, induista              | XVIII secolo - 1950   |
| Manyili                                | Nusa Tenggara Orientale, Indonesia | n/d                | Manyili       | Raja, balinese, induista              | 1699 - 1916           |
| Memboro (Mamboru)                      | Nusa Tenggara Orientale, Indonesia | 7000 (1930)        | Sangamata     | Raja, balinese, induista              | 1845 - 1950           |
| Napu                                   | Nusa Tenggara Orientale, Indonesia | n/d                | Napu          | Raja, balinese, induista              | 1860 - 1928           |
| Tapundung                              | Nusa Tenggara Orientale, Indonesia | 9000 (1930)        | Bidi Praing   | Raja, balinese, induista              | XVIII secolo - 1950   |
| Umbu Ratu Nggai (Lawonda sino al 1915) | Nusa Tenggara Orientale, Indonesia | 14.000 (1930)      | Praing Melowi | Raja, balinese, induista              | 1880 - 1950           |
| Waijelu                                | Nusa Tenggara Orientale, Indonesia | 3000 (1930)        | Baing         | Raja, balinese, induista              | 1892 - 1950           |
| Waijewa (Wewewa sino al 1930)          | Nusa Tenggara Orientale, Indonesia | 26.000 (1930)      | Ellopada      | Raja, balinese, induista              | 1879 - 1950           |
| Wanokaka                               | Nusa Tenggara Orientale, Indonesia | 7000 (1930)        | Winimarika    | Raja, balinese, induista              | XIX secolo - 1950     |

### Provincia di Flores e Solor
| Stato principesco | Oggi parte di                      | Popolazione (anno) | Capitale  | Titolo, etnia e religione del sovrano             | Periodo di esistenza |
| ----------------- | ---------------------------------- | ------------------ | --------- | ------------------------------------------------- | -------------------- |
| Larantuka         | Nusa Tenggara Orientale, Indonesia | 80.000 (1930)      | Larantuka | Raja, lusitano-solorese, cattolica                | 1340 - 1950          |
| Lio               | Nusa Tenggara Orientale, Indonesia | 81.000 (1930)      | Walowaru  | Raja, lioese, cattolica                           | ? - 1950             |
| Manggarai         | Nusa Tenggara Orientale, Indonesia | 153.000 (1930)     | Ruteng    | Raja, manggaraiese, cattolica                     | 1929 - 1950          |
| Sikka             | Nusa Tenggara Orientale, Indonesia | 123.000 (1930)     | Maumere   | Raja o Mo'ang Ratu, lusitano-sikkanese, cattolica | 1200 - 1950          |

### Provincia del Borneo meridionale e orientale
| Stato principesco                    | Oggi parte di                     | Popolazione (anno)    | Capitale                             | Titolo, etnia e religione del sovrano                                                                                       | Periodo di esistenza |
| ------------------------------------ | --------------------------------- | --------------------- | ------------------------------------ | --- | -------------------- |
| Benjar (o Banjarmasin)               | Kalimantan Meridionale, Indonesia | n/d                   | Martapura (Banjarmasin sino al 1859) | Sultano dal 1786, indonesiana, mussulmana                                                                                   | 1387 - 1950          |
| Brunei                               | Kalimantan Meridionale, Indonesia | 700.000 (XVII secolo) | Mukim di Kota Batu                   | Sultano, malese, mussulmana                                                                                                 | 1368 - 1888          |
| Bulungan                             | Kalimantan Meridionale, Indonesia | 74.000 (1930)         | Tanjung Palas                        | Wira sino al 1777, poi Sultano, indonesiana, mussulmana                                                                     | 1695 - 1950          |
| Gunung Tabur                         | Kalimantan Meridionale, Indonesia | 10.000 (1930)         | Gunung Tabur                         | Sultano, indonesiana, mussulmana                                                                                            | 1810 - 1950          |
| Kota Waringin (Kutaringin)           | Kalimantan Meridionale, Indonesia | 28.000 (1930)         | Pangkalan Bun                        | Pangeran sino al 1700, Panembahan sino al 1750, Pangeran sino al 1785, poi Pangeran Ratu, indonesiana, mussulmana           | 1637 - 1950          |
| Kutai Kerta Negara                   | Kalimantan Orientale, Indonesia   | 188.000 (1930)        | Tenggarong                           | Sultano dal 1732, indonesiana, mussulmana                                                                                   | ? - 1950             |
| Pulau Laut                           | Kalimantan Orientale, Indonesia   | n/d                   | Pulau Laut                           | Raja dal 1732, indonesiana, induista                                                                                        | ? - 1903             |
| Pasir (o Pasir Belengkong)           | Kalimantan Orientale, Indonesia   | n/d                   | Pulau Laut                           | Panembahan sino al 1736, Sultano sino al 1908, poi Pangeran Ratu, indonesiana, induista o mussulmano a seconda del regnante | 1516 - 1950          |
| Pegatan e Kusan                      | Kalimantan Orientale, Indonesia   | n/d                   | Pegatan                              | Raja, indonesiana, induista                                                                                                 | 1700 - 1912          |
| Kusan                                | Kalimantan Orientale, Indonesia   | n/d                   | Kusan                                | Raja, indonesiana, induista                                                                                                 | 1786 - 1855          |
| Berau                                | Kalimantan Orientale, Indonesia   | n/d                   | Membuat Sungai Lati                  | Sultano, indonesiana, mussulmana                                                                                            | 1377 - 1810          |
| Sambaliung (Batu Putih sino al 1949) | Kalimantan Orientale, Indonesia   | 9000 (1930)           | Tanjung Redeb                        | Sultano, indonesiana, mussulmana                                                                                            | 1810 - 1950          |
| Tidung (Tidong)                      | Kalimantan Orientale, Indonesia   | n/d                   | Tidung                               | Principe, indonesiana, mussulmana                                                                                           | 1557 - 1916          |

### Provincia del Borneo occidentale
| Stato principesco | Oggi parte di                     | Popolazione (anno) | Capitale     | Titolo, etnia e religione del sovrano                                                                             | Periodo di esistenza |
| ----------------- | --------------------------------- | ------------------ | ------------ | --- | -------------------- |
| Bunut             | Kalimantan Occidentale, Indonesia | n/d                | Bunut        | Panembahan sino al 1855, poi Pangeran, indonesiana, induista                                                      | 1815 - 1910          |
| Jongkong          | Kalimantan Occidentale, Indonesia | n/d                | Jongkong     | Abang, indonesiana, induista                                                                                      | 1823 - 1925          |
| Kubu              | Kalimantan Occidentale, Indonesia | 21.000 (1930)      | Kubu         | Tuan sino al 1911, poi Tuan Besar, indonesiana, induista                                                          | 1772 - 1950          |
| Lanfang           | Kalimantan Occidentale, Indonesia | n/d                | Dong Wan Li  | Presidente, sino-indonesiana, buddista                                                                            | 1777 - 1884          |
| Landak            | Kalimantan Occidentale, Indonesia | 65.000 (1930)      | Ngabang      | Panembahan sino al 1874, Pangeran sino al 1881, poi Panembahan, indonesiana, induista                             | 1478 - 1950          |
| Mempawah          | Kalimantan Occidentale, Indonesia | 57.000 (1930)      | Mempawah     | Panembahan sino al 1822, Sultano sino al 1822, poi Panembahan, indonesiana, induista (breve parentesi mussulmana) | XVIII secolo - 1950  |
| Matan             | Kalimantan Occidentale, Indonesia | 60.000 (1930)      | Ketapang     | Panembahan, indonesiana, induista                                                                                 | 1837 - 1950          |
| Meliau            | Kalimantan Occidentale, Indonesia | n/d                | Ketapang     | Pangeran, indonesiana, induista                                                                                   | 1700 - 1950          |
| Piasa             | Kalimantan Occidentale, Indonesia | n/d                | Piasa        | Abang sino al 1859, poi Raja, indonesiana, induista                                                               | ? - 1916             |
| Pontianak         | Kalimantan Occidentale, Indonesia | 100.000 (1930)     | Pontianak    | Sultano, indonesiana, mussulmana                                                                                  | 1771 - 1950          |
| Sarawak           | Kalimantan Occidentale, Indonesia | n/d                | Santubong    | Sultano, indonesiana, mussulmana                                                                                  | 1599 - 1641          |
| Sambas            | Kalimantan Occidentale, Indonesia | 184.000 (1930)     | Sambas       | Sultano, indonesiana, mussulmana                                                                                  | 1630 - 1950          |
| Sanggau           | Kalimantan Occidentale, Indonesia | 47.000 (1930)      | Sanggau      | Pangeran sino al 1814, Sutan sino al 1830, poi Panembahan, indonesiana, mussulmana                                | 1450 - 1950          |
| Sekadau           | Kalimantan Occidentale, Indonesia | 36.000 (1930)      | Sekadau      | Pangeran sino al 1830, Sultano sino al 1867, poi Panembahan, indonesiana, mussulmana                              | 1450 - 1950          |
| Selimbau          | Kalimantan Occidentale, Indonesia | n/d                | Selimbau     | Maharaja sino al 1760, Pangeran sino al 1820, Raden sino al 1840, poi Panembahan, indonesiana, induista           | 1500 - 1950          |
| Silat             | Kalimantan Occidentale, Indonesia | n/d                | Silat        | Panembahan poi Pangeran Ratu, indonesiana, induista                                                               | 1222 - 1916          |
| Simpang           | Kalimantan Occidentale, Indonesia | 17.000 (1930)      | Teluk Melano | Sultano sino al 1819, poi Panembahan, indonesiana, mussulmana poi induista                                        | 1762 - 1950          |
| Sintang           | Kalimantan Occidentale, Indonesia | 94.000 (1930)      | Sintang      | Sultano sino al 1855, poi Panembahan, indonesiana, mussulmana poi induista                                        | 1672 - 1950          |
| Suhaid            | Kalimantan Occidentale, Indonesia | n/d                | Suhaid       | Pangeran, indonesiana, induista                                                                                   | 1700 - 1916          |
| Sukadana          | Kalimantan Occidentale, Indonesia | 6000 (1930)        | Sukadana     | Sultano sino al 1843, poi Panembahan, indonesiana, mussulmana poi induista                                        | 1300 - 1950          |
| Tayan             | Kalimantan Occidentale, Indonesia | 24.000 (1930)      | Tayan        | Pangeran sino al 1828, poi Panembahan, indonesiana, mussulmana                                                    | 1300 - 1950          |

### Provincia di Celebes settentrionale
| Stato principesco | Oggi parte di                      | Popolazione (anno) | Capitale   | Titolo, etnia e religione del sovrano | Periodo di esistenza |
| ----------------- | ---------------------------------- | ------------------ | ---------- | ------------------------------------- | -------------------- |
| Bolaang Mongonduw | Sulawesi Settentrionale, Indonesia | 55.000 (1930)      | Kotamobagu | Datu, indonesiana, induista           | 1670 - 1950          |

### Provincia di Celebes centrale
| Stato principesco    | Oggi parte di                | Popolazione (anno) | Capitale             | Titolo, etnia e religione del sovrano | Periodo di esistenza |
| -------------------- | ---------------------------- | ------------------ | -------------------- | ------------------------------------- | -------------------- |
| Banggai              | Sulawesi Centrale, Indonesia | 95.000 (1930)      | Banggai              | Tomundo, indonesiana, induista        | 1580 - 1950          |
| Bungku               | Sulawesi Centrale, Indonesia | 27.000 (1930)      | Bungku               | Pea Pua, indonesiana, induista        | 1672 - 1950          |
| Mori                 | Sulawesi Centrale, Indonesia | 15.000 (1930)      | Kolonedale           | Makole, indonesiana, induista         | 1580 - 1950          |
| Palu                 | Sulawesi Centrale, Indonesia | 33.000 (1930)      | Palu                 | Magau, indonesiana, induista          | 1796 - 1950          |
| Tojo (Todjo)         | Sulawesi Centrale, Indonesia | 15.000 (1930)      | Tojo (Todjo)         | Magau o Ratu, indonesiana, induista   | 1770 - 1950          |
| Tolitoli (Toli Toli) | Sulawesi Centrale, Indonesia | 25.000 (1930)      | Tolitoli (Toli Toli) | Raja, indonesiana, induista           | 1737 - 1950          |

### Provincia di Celebes meridionale

#### Confederazione Ajattappareng
| Stato principesco | Oggi parte di                   | Popolazione (anno) | Capitale       | Titolo, etnia e religione del sovrano        | Periodo di esistenza |
| ----------------- | ------------------------------- | ------------------ | -------------- | -------------------------------------------- | -------------------- |
| Malusetasi (Nepo) | Sulawesi Meridionale, Indonesia | 29.000 (1930)      | Palanro        | Aru, indonesiana, induista                   | 1906 - 1950          |
| Rapang            | Sulawesi Meridionale, Indonesia | 31.000 (1930)      | Rapang         | Arung, indonesiana, induista                 | 1500 - 1950          |
| Swaito            | Sulawesi Meridionale, Indonesia | 69.000 (1930)      | Pinrang        | Adatuwang, indonesiana, induista             | XVIII secolo - 1950  |
| Alitta            | Sulawesi Meridionale, Indonesia | n/d                | Pinrang        | Adatuwang, indonesiana, induista             | ? - 1908             |
| Sidenreng         | Sulawesi Meridionale, Indonesia | 86.000 (1930)      | Pangkajene     | Adatuwang, indonesiana, induista             | 1300 - 1950          |
| Suppa             | Sulawesi Meridionale, Indonesia | 9000 (1930)        | Mangorabombang | Datuk, indonesiana, induista                 | 1370 - 1950          |
| Bone              | Sulawesi Meridionale, Indonesia | 344.000 (1930)     | Watampone      | Raja o Arumponi, indonesiana, induista       | 1350 - 1950          |
| Gowa              | Sulawesi Meridionale, Indonesia | 101.000 (1930)     | Sungguminasa   | Sultano o Karaeng, indonesiana, mussulmana   | 1300 - 1950          |
| Laiwui (Laiwoi)   | Sulawesi Meridionale, Indonesia | 89.000 (1930)      | Kendari        | Mokole o Karaeng, indonesiana, induista      | 1500 - 1950          |
| Luwu              | Sulawesi Meridionale, Indonesia | 396.000 (1930)     | Palopo         | Pajong-ri Luwu o Datu, indonesiana, induista | 1600 - 1950          |
| Tanah Toraja      | Sulawesi Meridionale, Indonesia | 210.000 (1930)     | Makale         | Kepala, indonesiana, induista                | ? - 1946             |

#### Confederazione di Mabbatupappeng
| Stato principesco | Oggi parte di                   | Popolazione (anno) | Capitale     | Titolo, etnia e religione del sovrano | Periodo di esistenza |
| ----------------- | ------------------------------- | ------------------ | ------------ | ------------------------------------- | -------------------- |
| Barru             | Sulawesi Meridionale, Indonesia | 15.000 (1930)      | Barru        | Aru, indonesiana, induista            | 1311 - 1950          |
| Soppengriaja      | Sulawesi Meridionale, Indonesia | 16.000 (1930)      | Soppengriaja | Aru, indonesiana, induista            | 1906 - 1950          |
| Balusu            | Sulawesi Meridionale, Indonesia | n/d                | Balusu       | Aru, indonesiana, induista            | ? - 1906             |
| Kiru              | Sulawesi Meridionale, Indonesia | n/d                | Kiru         | Aru, indonesiana, induista            | ? - 1906             |
| Tanette           | Sulawesi Meridionale, Indonesia | 29.000 (1930)      | Tanette      | Datuk, indonesiana, induista          | 1547 - 1950          |

#### Confederazione di Mandar
| Stato principesco | Oggi parte di                   | Popolazione (anno) | Capitale      | Titolo, etnia e religione del sovrano | Periodo di esistenza |
| ----------------- | ------------------------------- | ------------------ | ------------- | ------------------------------------- | -------------------- |
| Balangnipa        | Sulawesi Occidentale, Indonesia | 86.000 (1930)      | Tinambung     | Maradia, indonesiana, induista        | 1550 - 1950          |
| Binuang           | Sulawesi Occidentale, Indonesia | 39.000 (1930)      | Polewali      | Principe, indonesiana, induista       | ? - 1950             |
| Cenrana           | Sulawesi Occidentale, Indonesia | 16.000 (1930)      | Somba         | Principe, indonesiana, induista       | 1500 - 1950          |
| Majene            | Sulawesi Occidentale, Indonesia | 31.000 (1930)      | Saleppe       | Maradia, indonesiana, induista        | 1830 - 1950          |
| Mamuju            | Sulawesi Meridionale, Indonesia | 37.000 (1930)      | Mamuju        | Maradia, indonesiana, induista        | 1674 - 1950          |
| Pambauang         | Sulawesi Meridionale, Indonesia | 21.000 (1930)      | Galung Galung | Principe, indonesiana, induista       | 1600 - 1950          |
| Tapalang          | Sulawesi Meridionale, Indonesia | 5000 (1930)        | Tapalang      | Principe, indonesiana, induista       | 1820 - 1950          |

#### Confederazione di Massenrempulu
| Stato principesco     | Oggi parte di                   | Popolazione (anno) | Capitale              | Titolo, etnia e religione del sovrano                                                          | Periodo di esistenza |
| --------------------- | ------------------------------- | ------------------ | --------------------- | ---------------------------------------------------------------------------------------------- | -------------------- |
| Allah                 | Sulawesi Meridionale, Indonesia | 22.000 (1930)      | Kalosi                | Aru, indonesiana, induista                                                                     | 1800 - 1950          |
| Batulapa              | Sulawesi Occidentale, Indonesia | 7000 (1930)        | Bungi                 | Aru, indonesiana, induista                                                                     | 1750 - 1950          |
| Bontobatu             | Sulawesi Occidentale, Indonesia | 11.000 (1930)      | Pasui                 | Aru, indonesiana, induista                                                                     | xIX secolo - 1950    |
| Enrekang              | Sulawesi Occidentale, Indonesia | 15.000 (1930)      | Enrekang              | Arung, indonesiana, induista                                                                   | 1895 - 1950          |
| Kasa                  | Sulawesi Meridionale, Indonesia | 2000 (1930)        | Bilajeng              | Maradia, indonesiana, induista                                                                 | 1880 - 1950          |
| Maiwa                 | Sulawesi Meridionale, Indonesia | 15.000 (1930)      | Marowanging           | Aru, indonesiana, induista                                                                     | 1864 - 1950          |
| Malua (Maluwa)        | Sulawesi Meridionale, Indonesia | 12.000 (1930)      | Malua (Maluwa)        | Aru, indonesiana, induista                                                                     | 1750 - 1950          |
| Sanrabone (Sanrobone) | Sulawesi Meridionale, Indonesia | n/d                | Sanrabone (Sanrobone) | Karaeng, indonesiana, induista                                                                 | 1540 - 1950          |
| Selayar               | Sulawesi Meridionale, Indonesia | n/d                | Selayar               | Pangeran, indonesiana, induista                                                                | 1565 - 1950          |
| Soppeng               | Sulawesi Meridionale, Indonesia | 114.000 (1930)     | Watansoppeng          | Datu, indonesiana, induista                                                                    | 1300 - 1950          |
| Tallo                 | Sulawesi Meridionale, Indonesia | n/d                | Tallo                 | Sultano, indonesiana, mussulmana                                                               | 1500 - 1950          |
| Wajo                  | Sulawesi Meridionale, Indonesia | 193.000 (1930)     | Sengkang              | Arung Matoa-ri Wajo, indonesiana, induista                                                     | 1450 - 1950          |
| Butung (Buton)        | Sulawesi Meridionale, Indonesia | 311.000 (1930)     | Baubau                | Arung Matoa-ri Wajo sino al 1538, poi Sultano, indonesiana, induista poi mussulmana (dal 1538) | 1341 - 1950          |
| Muna                  | Sulawesi Meridionale, Indonesia | 311.000 (1930)     | Muna                  | Raja sino al 1915, poi Swapraja, indonesiana, induista                                         | 1417 - 1950          |

### Provincia delle isole di Sangihe e Talaud
| Stato principesco | Oggi parte di                   | Popolazione (anno) | Capitale  | Titolo, etnia e religione del sovrano | Periodo di esistenza |
| ----------------- | ------------------------------- | ------------------ | --------- | ------------------------------------- | -------------------- |
| Siau              | Sulawesi Meridionale, Indonesia | 33.000 (1930)      | Hulu Siau | Raja, indonesiana, induista           | 1510 - 1950          |
| Tabukan           | Sulawesi Meridionale, Indonesia | 37.000 (1930)      | Enemawira | Raja, indonesiana, induista           | 1530 - 1950          |
| Tabukan           | Sulawesi Meridionale, Indonesia | 37.000 (1930)      | Enemawira | Raja, indonesiana, induista           | 1530 - 1950          |

### Provincia delle isole Molucche
| Stato principesco | Oggi parte di                    | Popolazione (anno) | Capitale  | Titolo, etnia e religione del sovrano            | Periodo di esistenza      |
| ----------------- | -------------------------------- | ------------------ | --------- | ------------------------------------------------ | ------------------------- |
| Ternate           | Maluku Settentrionale, Indonesia | 132.000 (1930)     | Ternate   | Sultano o Kolano Maloko, indonesiana, mussulmana | 1257 - 1950               |
| Jailolo           | Maluku Settentrionale, Indonesia | n/d                | Enemawira | Sultano o Jikoma Kolano, indonesiana, mussulmana | 1380 - 1832 / 1875 - 1950 |
| Tidore            | Maluku Settentrionale, Indonesia | 205.000 (1930)     | Soasiu    | Sultano o Kiema Kolano, indonesiana, mussulmana  | 1450 - 1950               |
| Bacan             | Maluku Settentrionale, Indonesia | 15.000 (1930)      | Labuha    | Sultano o Kolano Madehe, indonesiana, mussulmana | 1322 - 1950               |
| Laha              | Maluku Settentrionale, Indonesia | n/d                | Labuha    | Raja, indonesiana, induista                      | 1812 - 1950               |
| Negeri Amahusu    | Maluku Settentrionale, Indonesia | n/d                | Labuha    | Raja, indonesiana, induista                      | XV secolo - 1950          |

### Provincia di Timor Ovest e Alor
| Stato principesco | Oggi parte di                      | Popolazione (anno) | Capitale   | Titolo, etnia e religione del sovrano                                | Periodo di esistenza |
| ----------------- | ---------------------------------- | ------------------ | ---------- | -------------------------------------------------------------------- | -------------------- |
| Amanatun          | Nusa Tenggara Orientale, Indonesia | 32.000 (1930)      | Putain     | Raja, indonesiana, induista                                          | 1700 - 1950          |
| Amanuban          | Nusa Tenggara Orientale, Indonesia | 58.000 (1930)      | Niki Niki  | Raja o Usif, indonesiana, induista                                   | 1630 - 1950          |
| Amarasi           | Nusa Tenggara Orientale, Indonesia | 17.000 (1930)      | Baun       | Raja, indonesiana, induista                                          | 1630 - 1950          |
| Amfoan            | Nusa Tenggara Orientale, Indonesia | 16.000 (1930)      | Naikliu    | Raja, indonesiana, induista                                          | 1683 - 1950          |
| Beboki            | Nusa Tenggara Orientale, Indonesia | 14.000 (1930)      | Sufa       | Raja sino al 1915, poi Loro, indonesiana, induista                   | 1700 - 1950          |
| Belu              | Nusa Tenggara Orientale, Indonesia | 95.000 (1930)      | Atambua    | Maromak Oan o Liurai sino al 1925, poi Malaka, indonesiana, induista | 1500 - 1950          |
| Fatuleu           | Nusa Tenggara Orientale, Indonesia | 11.000 (1930)      | Camplong   | Raja, indonesiana, induista                                          | 1915 - 1950          |
| Insana            | Nusa Tenggara Orientale, Indonesia | 14.000 (1930)      | Maubesi    | Raja sino al 1913, poi Loro, indonesiana, induista                   | 1756 - 1950          |
| Miomaffo          | Nusa Tenggara Orientale, Indonesia | 31.000 (1930)      | Kefamenanu | Raja o Usif, indonesiana, induista                                   | 1915 - 1950          |
| Mollo             | Nusa Tenggara Orientale, Indonesia | 21.000 (1930)      | Kapan      | Raja o Usif, indonesiana, induista                                   | 1915 - 1950          |
| Sawu              | Nusa Tenggara Orientale, Indonesia | 34.000 (1930)      | Seba       | Raja, indonesiana, induista                                          | 1750 - 1950          |
| Sonbai Besar      | Nusa Tenggara Orientale, Indonesia | n/d                | ?          | Liurai, indonesiana, induista                                        | 1500 - 1906          |
| Sonbai Kecil      | Nusa Tenggara Orientale, Indonesia | n/d                | ?          | Liurai, indonesiana, induista                                        | 1659 - 1917          |
| Roti (Korbafo)    | Nusa Tenggara Orientale, Indonesia | 59.000 (1930)      | Ba'a       | Manek, indonesiana, induista                                         | 1691 - 1950          |
| Kupang            | Nusa Tenggara Orientale, Indonesia | 36.000 (1930)      | Kupang     | Raja sino al 1918, poi Liurai, indonesiana, induista                 | 1917 - 1950          |
| TaEbenu           | Nusa Tenggara Orientale, Indonesia | n/d                | Kupang     | Fettor, indonesiana, induista                                        | 1688 - 1950          |

### Provincia di Irian Jaya
| Stato principesco | Oggi parte di                | Popolazione (anno) | Capitale | Titolo, etnia e religione del sovrano                 | Periodo di esistenza |
| ----------------- | ---------------------------- | ------------------ | -------- | ----------------------------------------------------- | -------------------- |
| Ati-Ati           | Papua Occidentale, Indonesia | n/d                | ?        | Raja, indonesiana, induista                           | XVIII secolo - 1950  |
| Fatagar           | Papua Occidentale, Indonesia | n/d                | Fatagar  | Kapitan sino al 1899, poi Raja, indonesiana, induista | XIX secolo - 1950    |
| Kaimana           | Papua Occidentale, Indonesia | n/d                | Kaimana  | Rat sino al 1898, poi Raja, indonesiana, induista     | XVIII secolo - 1950  |
| Namatota          | Papua Occidentale, Indonesia | n/d                | Namatota | Raja, indonesiana, induista                           | 1946 - 1950          |
| Rumbati           | Papua Occidentale, Indonesia | n/d                | Rumbati  | Jupiat sino al 1872, poi Raja, indonesiana, induista  | XVIII secolo - 1950  |
| Wetuar            | Papua Occidentale, Indonesia | n/d                | Wetuar   | Raja, indonesiana, induista                           | XIX secolo - 1950    |